# Notophysis stuhlmanni
Notophysis stuhlmanni es una especie de escarabajo longicornio del género Notophysis, tribu Cacoscelini, orden Coleoptera. Fue descrita científicamente por Kolbe en 1894.
La especie se mantiene activa durante los meses de abril, octubre y noviembre.

## Descripción
Mide 30-44 milímetros de longitud.

## Distribución
Se distribuye por Camerún, Gabón, Uganda, República Democrática del Congo y República del Congo.